# Реп'яхівка
Реп'яхі́вка — село в Україні, у Зміївській міській громаді Чугуївського району Харківської області. Населення становить 8 осіб. До 2020 орган місцевого самоврядування — Борівська сільська рада.

## Географія
Село Реп'яхівка знаходиться на правому березі річки Борова, яка через 2 км впадає в річку Мжа (ліва притока), на відстані в 1 км проходить залізниця, найближчі станції Платформа 16 км і Соколове (2 км). Село оточене великим лісовим масивом урочищі Малий Бір (сосна).

## Історія
1686 — дата заснування.

Реп'яхівка на мапі 1783 року

1689—1871 роки — Реп'яхівка, та Костянтівка належать роду Донець-Захаржевських. Панський маєток, був у селі Костянтівка.
З 1797 — у війшло до Зміївського повіту.
В 2009 році постановою Харківської обласної ради селище Реп'яхівка стало селом.
12 червня 2020 року, відповідно до Розпорядження Кабінету Міністрів України  № 725-р «Про визначення адміністративних центрів та затвердження територій територіальних громад Харківської області», увійшло до складу Зміївської міської громади.
12 червня 2020 року, відповідно до Розпорядження Кабінету Міністрів України  № 725-р «Про визначення адміністративних центрів та затвердження територій територіальних громад Харківської області», увійшло до складу Зміївської міської громади.
19 липня 2020 року, в результаті адміністративно-територіальної реформи та ліквідації Зміївського району, село увійшло до складу Чугуївського району Харківської області.

## Населення

### Мова
Розподіл населення за рідною мовою за даними перепису 2001 року:
| Мова       | Кількість | Відсоток |
| ---------- | --------- | -------- |
| українська | 6         | 75%      |
| російська  | 2         | 25%      |
| Усього     | 8         | 100%     |

## Економіка
- Молочно-товарна ферма.

## Визначні пам'ятки
- Маєток Балашових. Збудований приблизно у 1906 році, для землевласника дійсного статського радника Василя Балашова. Потім був придбаний родиною Гончарових (належав їм, до радянських часів)[5].

## Галерея

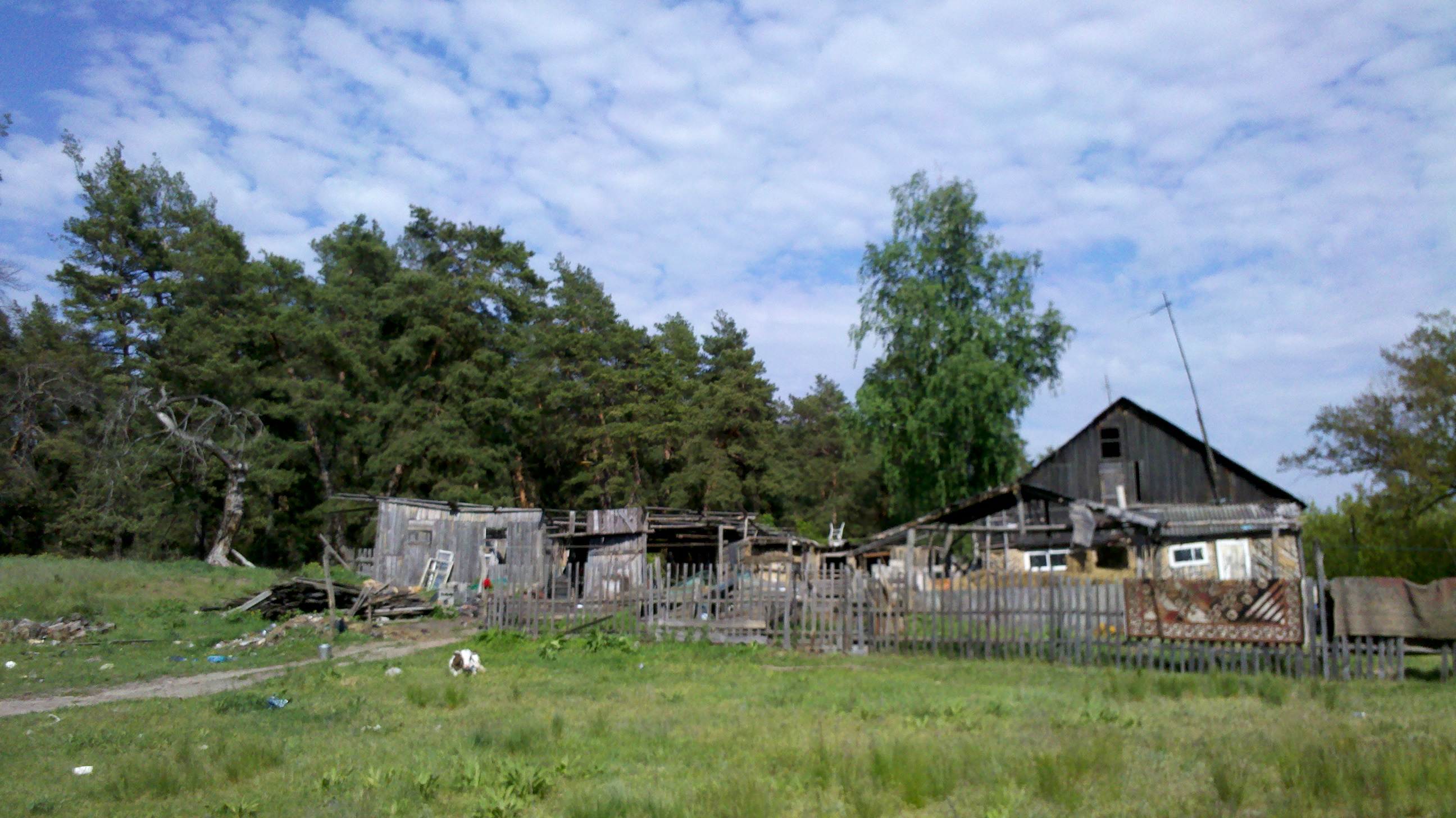
Хутірська оселя
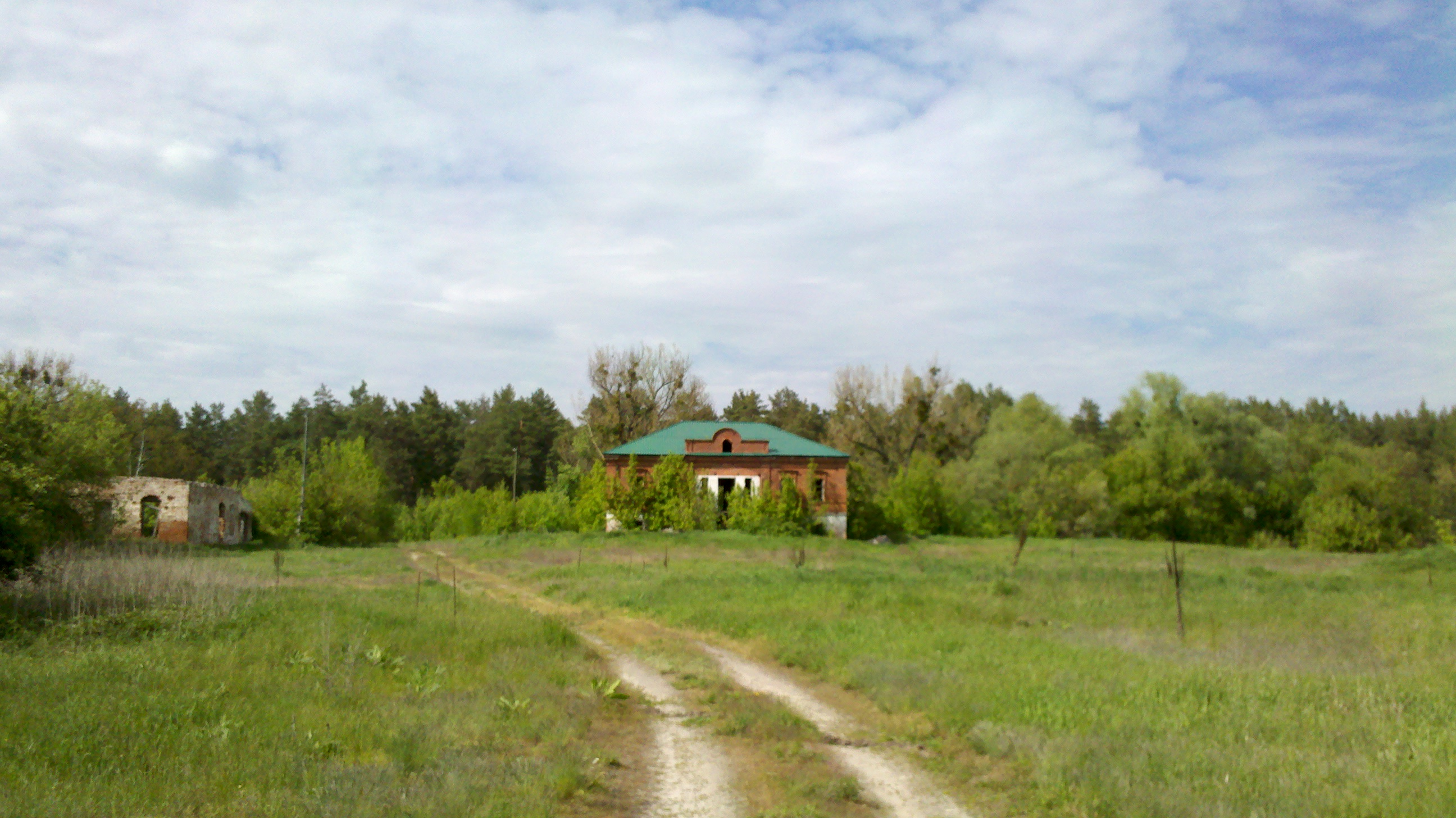
Вид на маєток, та напівзруйновану господарську будівлю
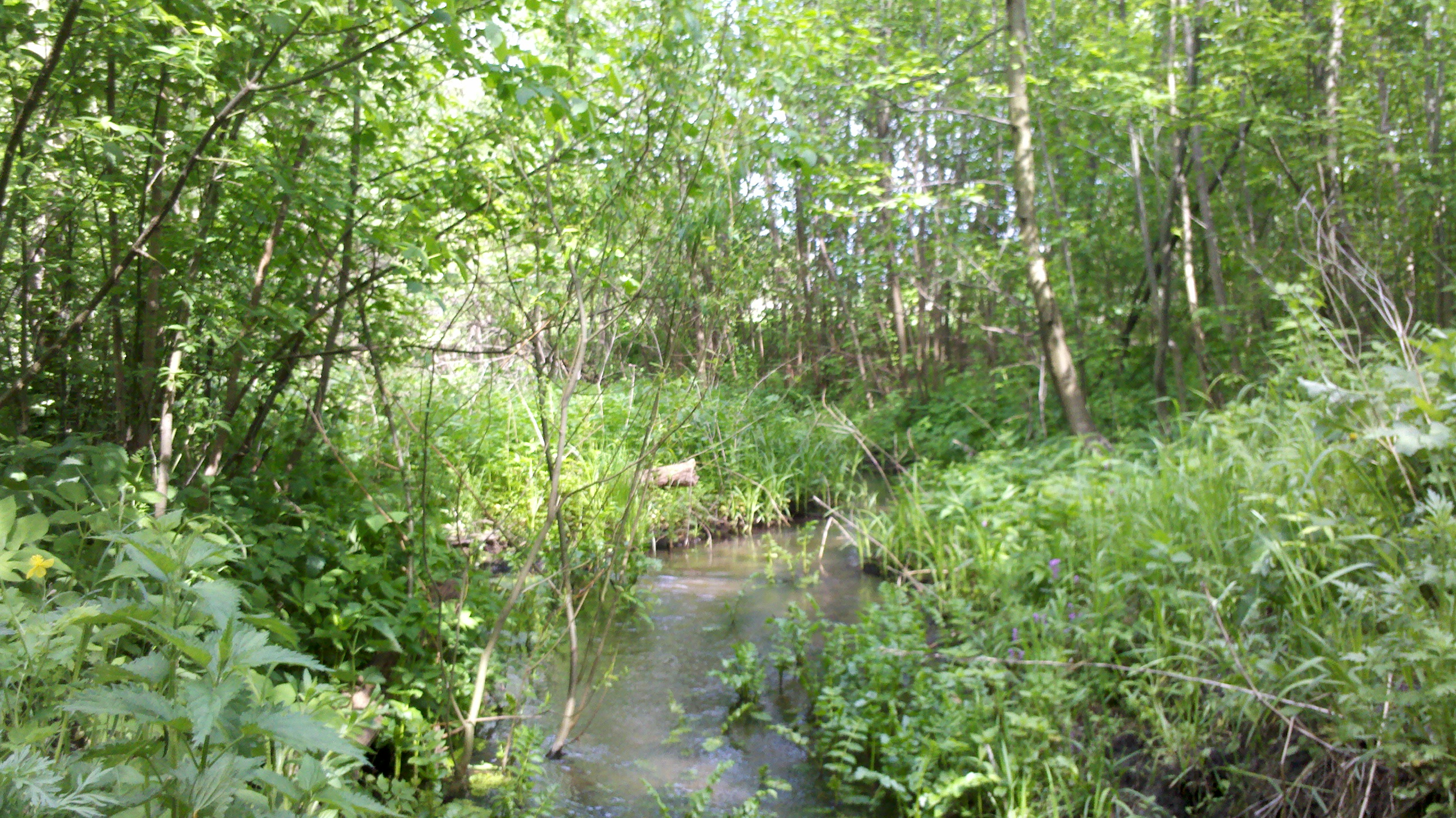
Річка
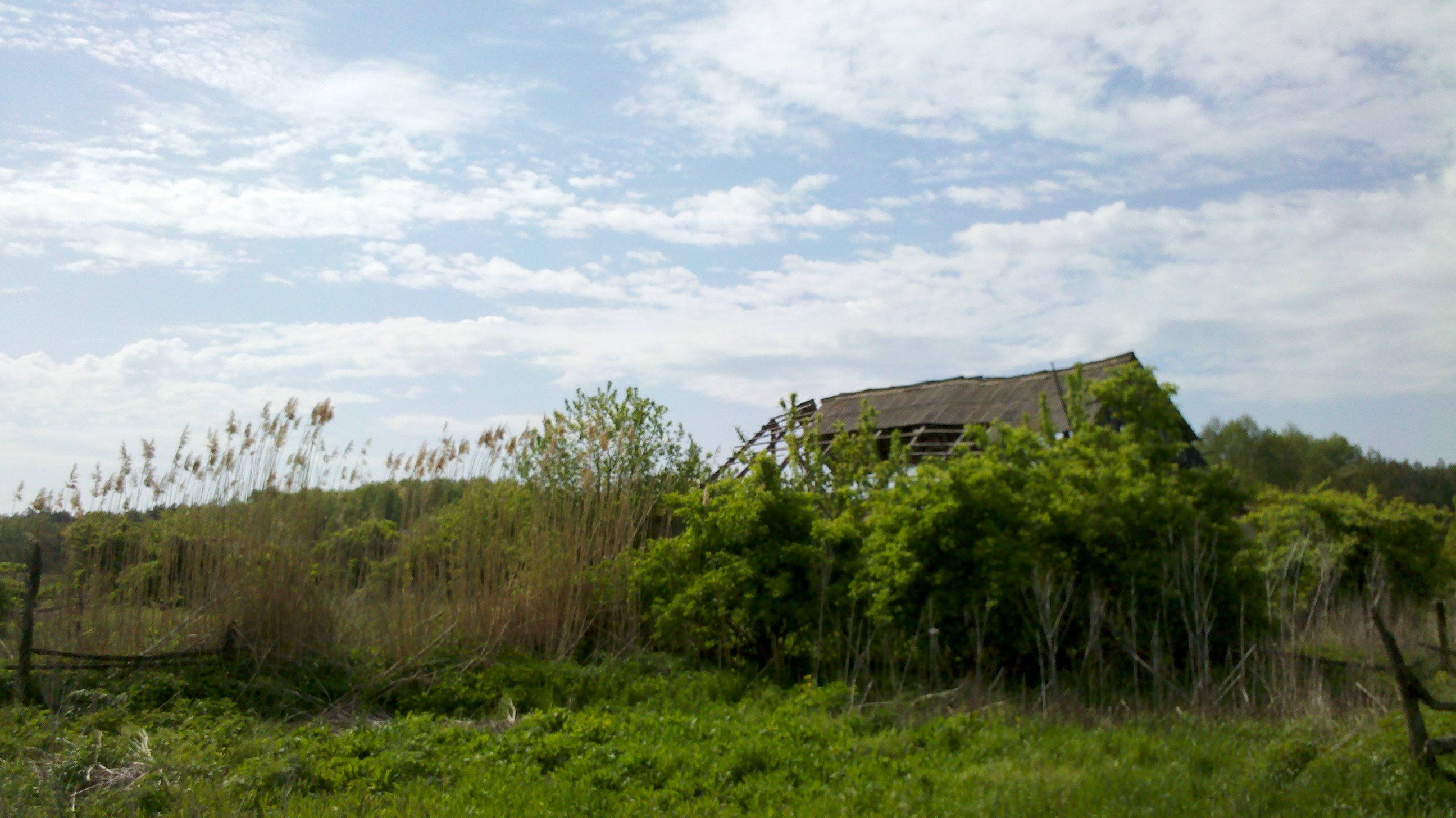
Поглинена зеленню споруда